# Lochsa River
Der Lochsa River ist der 110 km lange rechte Quellfluss des Middle Fork Clearwater River im US-Bundesstaat Idaho. 

## Flusslauf
Der Lochsa River entsteht am Zusammenfluss seiner beiden Quellflüsse Crooked Fork (rechts) und Colt Killed Creek (links) an der Westflanke der Bitterroot Mountains im Norden von Idaho. Der Idaho State Highway 111 überquert die beiden Quellflüsse unmittelbar oberhalb deren Zusammenfluss. Der Idaho State Highway 102 verläuft 3,5 km vom Idaho State Highway 111 entlang den obersten Flusskilometern des Lochsa River an der Powell Ranger Station vorbei bis zum U.S. Highway 12. Der Lochsa River fließt in überwiegend westsüdwestlicher Richtung durch das Bergland. Der Fluss verläuft dabei in einer Schlucht eingerahmt von Granitfelsen und gesäumt von Nadelwäldern. Der Flusslauf liegt innerhalb des Clearwater National Forest. Der Lochsa River vereinigt sich bei Lowell mit dem Selway River zum Middle Fork Clearwater River. Der 107 km lange Flussabschnitt unterhalb der Powell Ranger Station wurde 1968 in der Kategorie recreational in das National Wild and Scenic River System aufgenommen. Der U.S. Highway 12 folgt dem Flusslauf auf dieser Strecke.

## Hydrologie
Der Lochsa River entwässert ein Areal von 2051 km². Der mittlere Abfluss an der Mündung beträgt 80 m³/s. Der Fluss führt im Mai während der Schneeschmelze die größten Wassermengen mit im Mittel 283 m³/s.

## Freizeit
Der Fluss bietet Stromschnellen bis zum Schwierigkeitsgrad IV+. Zwischen Mai und Juli führt der Fluss ausreichend Wasser für Wildwasseraktivitäten. Er kann in mehreren Tagen befahren werden.